# مینگ یانگ
گروه انرژی بادی مینگ یانگ (به انگلیسی: Ming Yang Wind Power) بزرگترین تولیدکننده خصوصی توربین بادی در چین و پنجمین تولید کننده توربین بادی در دنیا است. از اول اکتبر ۲۰۱۰ این شرکت وارد لیست بازار بورس نیویورک شده‌است.